# Synagoga ve Vlčí
Synagoga ve Vlčí je bývalá židovská modlitebna, jež se nachází ve středu obce Vlčí, na severním okraji návsi, jižně od bývalého poplužního dvora. Byla postavena roku 1822, není však přesně známo, dokdy sloužila bohoslužebným účelům.
V roce 1938 byla synagoga adaptována na skladiště. V interiéru budovy jsou dochována polokruhová okna s výmalbou.